# Better Days (Natalia Gutierrez y Angeloの曲)
『Better Days』（ベター・デイズ、西: Mejores Dias）は、ナタリア・グティエレスとアンジェロが、2010年に発表したコロンビアのポップソングである。この曲は コロンビア革命軍（FARC）ゲリラに拘束されたコロンビア兵に、FRACに気づかれぬように隠されたメッセージを伝えるため、コロンビア軍とCMソング制作を手がける小規模なスタジオRadio Bembaが共同で制作した。
この曲にはヨーロッパのダンスミュージックを思わせる間奏が入っているが、その部分には「19名、救出された。次はお前だ。希望を持て」というメッセージがモールス信号として織り込まれていた。これは、コロンビア軍がFARCの支配地域に侵入し、拘束されたコロンビア兵を救出しに来ていることを、FARCに気付かれることなく伝えるためのものだった。
この曲は130を超えるラジオ局で放送され、300万人以上に聴かれることとなった。コロンビア軍は、FARC支配地域で受信可能なローカルラジオ局をすべて掌握していたため、この楽曲を地域内に流すことは容易だった。少将のルイス・メンディエタ・オバジェ・ヘルリンドは、テレビの生放送番組に出演し、FARCに対して「捕虜の家族の声を捕虜に聞かせてあげてほしい」とラジオを流すよう要請した。しかし、これは実際には捕虜たちにこの曲、つまりモールス信号入りの楽曲を聴かせ、救出作戦が実行されることを知らせるための策略だったのである。

## 曲の起源と背景
コロンビア内戦中、コロンビア政府と複数の準軍事組織およびゲリラ勢力との間で、低強度の非対称戦争が繰り広げられていた。この中で、6,800人を超える人々が極左ゲリラ組織のFARCによって誘拐されていた。
2010年、コロンビア軍はFARCの武装ゲリラによって警備されたジャングル奥深くの人質収容キャンプを発見した。このキャンプには約500人の兵士が人質として拘束されており、10年以上そこで過ごした者も存在していた。コロンビア軍はFARC支配地域への潜入に成功し、近く救出作戦を実施する計画であった。捕虜たちに救出が間もなく行われることを伝える何らかの方法が必要となった。コロネル・ホセ・エスぺホは、過去に反FARC広告でコロンビア軍を支援した広告プロデューサーである、親友のフアン・カルロス・オルティスに連絡した。
エスぺホは、捕虜たちがもうすぐ救出されることを密かに知らせる方法を必要としているとオルティスに伝えた。一般的に、捕虜へメッセージを伝えることは非常にリスクが高い。捕虜が見られるものは、捕らえている側も同様に見ることができるからである。最終的に、ポップソングを制作し、その中に隠されたメッセージを仕込み、FARCもよく聴くコロンビア政府管理下のラジオ局で放送するという案を思いついた。
罵声を隠す電子音の中にモールス信号を入れるというジョーク案も検討されたが、却下された。

## 制作
大佐のエスぺホとオルティスは、ロドリゴ・ボリバル、アルフォンソ・ディアス、マリオ・レオン、ルイス・カスティージャ、プロデューサーのカルロス・ポルテラといったコロンビアの広告業界の専門家と協力した。ポルテラはオルティスとそのチームについて「求めているものに極めて具体的だった」と述べている。彼は、オルティスがメッセージを楽曲内に隠せるか確認する必要があったと語った。これはモールス信号を知らなければ誰も検出できないようにするためであった。
これは重大な課題となった。多くの要素が絡んでいたためである。メッセージは理解可能でありながら楽曲内で目立たない必要があった。多くの実験を重ねた後、ポルテラによれば「魔法の数字は20だった。コーラス相当の長さの楽曲に約20語のモールス信号を埋め込めば、違和感なく聴こえる」という結論に至った。